# Radio Science
Radio Science is een internationaal, aan collegiale toetsing onderworpen wetenschappelijk tijdschrift op het gebied van de natuurkunde. De naam wordt in literatuurverwijzingen meestal afgekort tot Radio Sci. Het verschijnt tweemaandelijks.
Het eerste nummer verscheen in 1966.